# Зебібайт
Зебібайт (зета бінарний байт, англ. zebibyte) — одиниця вимірювання цифрової інформації. Визначена Міжнародною електротехнічною комісією (МЕК). Коротке позначення — ЗіБ.
Двійковий префікс йобі означає множення на 270, тому:
1 зебібайт= 270 байт= 1 180 591 620 717 411 303 424 байт = 1 024 ексбібайт
Префікси зебі- і йобі- спочатку не були частиною бінарних префіксів, але пізніше були додані Міжнародною електротехнічною комісією в серпні 2005 року.